# Перша франко-дагомейська війна
Перша франко-дагомейська війна — бойові дії, які велися з 21 лютого по 4 жовтня 1890 між Францією і державою Дагомея африканського народу фон.

## Передісторія
У 1851 році був підписаний договір про дружбу між Францією і королівством Дагомея, в результаті чого французькі торговці і місіонери отримали право діяти в Дагомеї, яка тоді займала територію від морського узбережжя до центральної частини сучасного Беніна . Одним з основних данників Дагомеї було невелике прибережне королівство Порто-Ново, яке багатіло завдяки торгівлі рабами. У 1861 році британські військові судна, що займалися боротьбою з роботоргівлею, обстріляли Порто-Ново, і місцевий володар звернувся до французів за захистом, проте Дагомея опротестувала французьке втручання. Іншим джерелом розбіжностей між Дагомеєю та Францією став статус порту Котон: французи вважали, що порт належить їм згідно з договором, підписаним з представниками Дагомеї в Уїде, проте дагомейці ігнорували французькі претензії і продовжували збирати податки та мита у Котону.
У 1874 р. трон Порто-Ново обійняв король Тоффа. Після дагомейського нападу 1882 р. він уклав договір про захист з Францією, проте дагомейці продовжували здійснювати набіги. У березні 1889 року дагомейці атакували одне з сіл у Уемі і, сказавши, що триколірний прапор захистить його, обезголовили сільського старосту, загорнувши його голову у Прапор Франції. Для вирішення конфлікту французи послали місію в Абомей, однак спадкоємець престолу Беханзін зробив так, що переговори завершилися нічим.

## Бойові дії
Французи відповіли на загострення обстановки збільшенням чисельності своїх військ у Котону до 359 осіб (299 їх——Сенегальські стрілки і що пройшли французьку підготовку сенегальці і габонці). 21 лютого 1890 року французи заарештували вищих дагомейських чиновників у Котону і почали зміцнювати місто; розпочалися сутички з місцевою міліцією. Незабаром вісті про це досягли Абомея, і дагомейські війська рушили до узбережжя, розраховуючи повернути Котону під дагомейський контроль раз і назавжди.

### Битва за Котон
4 березня 1890 року кілька тисяч дагомейських солдатів, здійснивши нічний марш, о 5 ранку атакували частокіл навколо Котону. Знаходячись зовні від огорожі, вони просунули крізь неї свої мушкети і обстрілювали внутрішню зону, деякі з них подолали захисний периметр і зав'язали бій усередині. Після кількох годин бою, який часом переходив у рукопашні сутички, дагомейці відступили. Втрати французів були невеликими, дагомейці втратили кілька сотень людей (з них 129 залишилися лежати всередині французьких оборонних позицій).

### Битва при Ачупа
Після атаки на Котон Дагомейці відправили війська проти Порто-Ново. Отримавши підкріплення, французи у складі 350—400 осіб з 3 гарматами висунулися їм навперейми; як передовий загін з французами йшло 500 вояків від короля Порто-Ново. Супротивники зіткнулися один з одним за кілька кілометрів від міста Ачупа. Дагомейці розбили війська Порто-Ново, проте група стрільців, що знаходилася при них, зуміла утримати позицію, що дало час основним французьким силам перешикуватись у захисне каре. Дагомейці багато разів атакували французьке каре на шляху до Порто-Ново, але саме місто штурмувати не стали.

## Підсумки
Дагомейці більше не робили атак проти Котону чи Порто-Ново. 3 жовтня 1890 року Дагомея підписала договір, відповідно до якого визнавало королівство Порто-Ново французьким протекторатом, а також відмовлялося від порту Котон в обмін на щорічну виплату Францією 20 тисяч франків як компенсацію митних зборів